# Benjamin Brown (Musiker)

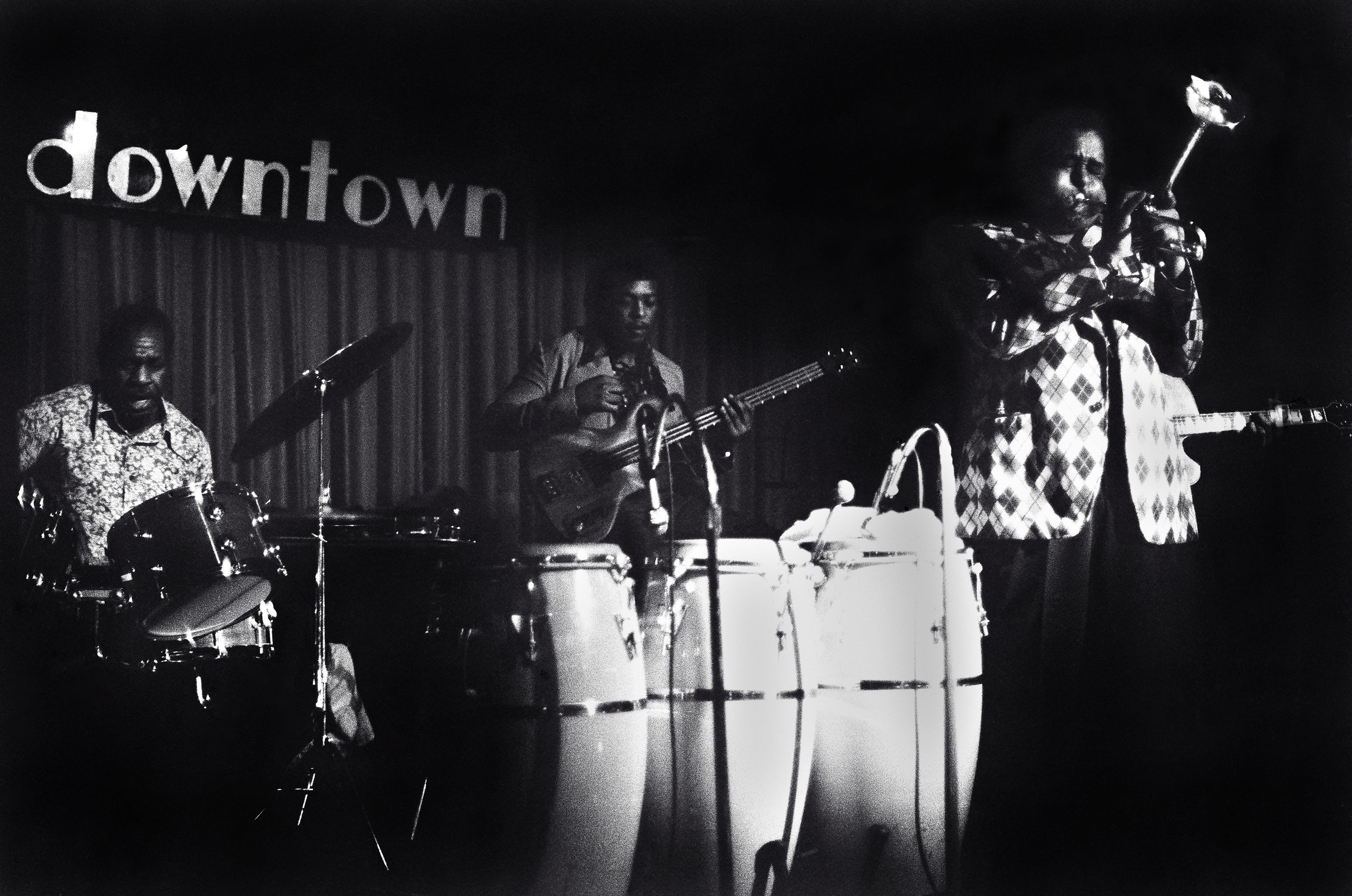
Ben Brown (Mitte) mit Mickey Roker (links) und Dizzy Gillespie (rechts) in Buffalo, New York, 1977

Benjamin Franklin „Ben“ Brown (* 25. August 1952 in Opa-locka) ist ein US-amerikanischer Jazzmusiker (Kontrabass, auch E-Bass).

## Leben und Wirken
Brown wuchs in einer musikalischen Familie auf: Sein Vater war Gospelsänger, sein Bruder spielte Schlagzeug, und seine Schwester lernte Geige. Er lernte zunächst Klavier, bevor er zur Gitarre wechselte. Zu Beginn seiner beruflichen Laufbahn spielte er kurzzeitig als Gitarrist, bevor er am Miami Dade Junior College und der University of Miami Bass studierte und 1974 seinen Abschluss machte. Während seines Studiums spielte er im Miami Philharmonic Orchestra und war Bassist in der Hausband eines Jazzclubs in Miami, wo er Musiker wie Mose Allison, Barney Kessel und Sonny Stitt begleitete.
Nach Abschluss seines Studiums arbeitete Brown zunächst mit Lou Rawls und Buddy Rich; von 1976 bis 1979 gehörte er zur Band von Dizzy Gillespie und 1980 von Al Haig. Auch begann er eine langjährige Zusammenarbeit mit Rodney Jones, mit dem er bis in die 1990er-Jahre zusammenarbeitete. In den frühen 1980er-Jahren spielte er Bass in Broadway-Orchestern und begleitete Künstler wie Tony Bennett und Lena Horne. 1985 begann er mit Jimmy Heath zu spielen; die beiden arbeiteten bis in die frühen 1990er-Jahre zusammen. Er tourte 1987 mit Gregory Hines und arbeitete gegen Ende des Jahrzehnts mit Walter Bishop junior zusammen, u. a. auf einer Japantournee. In den 1990er Jahren wirkte er in den Broadway-Shows Jelly’s Last Jam und Bring in ’da Noise, Bring in ’da Funk und spielte in diesem Jahrzehnt mit Ruth Brown, Al Grey/Sweets Edison, Mike Longo und Carol Sloane. Im Bereich des Jazz war er laut Tom Lord zwischen den 1970er-Jahren und 2012 an 45 Aufnahmesessions beteiligt, auch mit Jay D’Amico, Gloria Lynne, Diahann Carroll, John Stubblefield, Carmen Lundy, Sonny Fortune und Joseph Daley (The Seven Deadly Sins). Er wirkte außerdem in den Filmen Sweet and Lowdown (1999) von Woody Allen und The Good Shepherd (2006) von Robert De Niro mit.
Brown war zudem als Pädagoge tätig und unterrichtete 1995 bis 1997 am Queens College.